# 스위치백

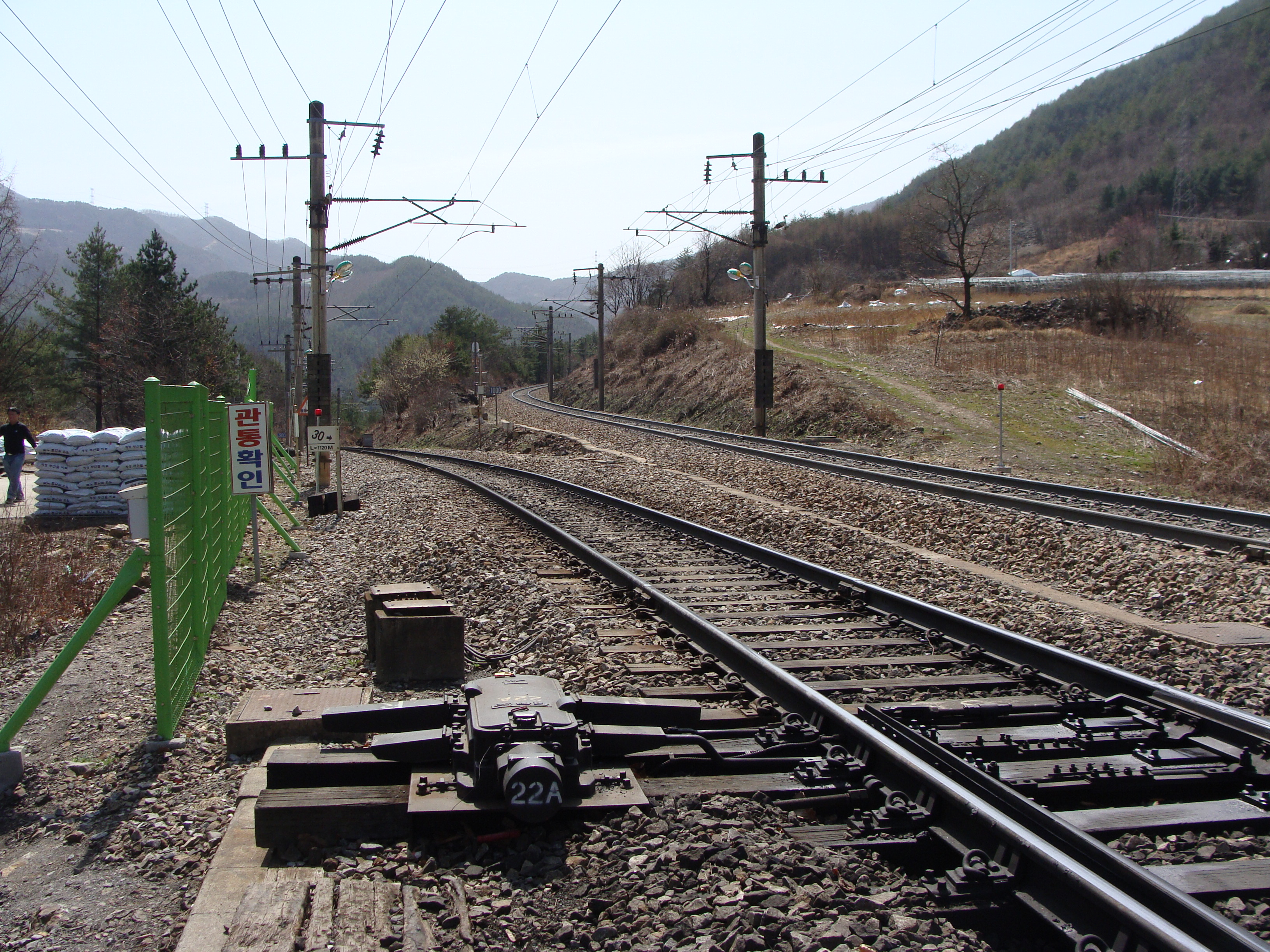
흥전역에서 분기하는 스위치백 선로(왼쪽이 강릉 방향, 오른쪽이 영주 방향이다)

스위치백(Switch-Back) 또는 지그재그(Zig zag)는 고도차가 많이 나는 지역에서 사용하는 철도운행체계이다. ‘Z’자형으로 설치된 선로로, 전진하다가 퇴행운전해 경사를 따라 이동해 다시 전진해 경사를 극복하게 된다. 경사를 극복할 수 있지만, 고속운행에 지장을 주고 퇴행운전시 위험이 따른다는 단점이 있다. 산악지방의 경우 지형적 요건으로 정상적인 방법으로는 선로로 연결할 수 없는 높이의 차이를 가진 두 지역에 선로를 부설할 때 이 방법을 쓰는 경우가 있다. 열차는 많은 차량을 연결하여 선로를 운행하기 때문에 기관차의 견인력에 한계가 생기게 되며, 따라서 기울기가 80‰(퍼밀) 이상이 되면 운전하기가 힘들다. 그래서 현재는 점점 그 이용이 줄고 있다.
이런 사전적 의미 외에도, 단순히 열차를 뒤로 돌려서 운행하는 구간을 '스위치백'이라고 부르기도 한다.

## 대한민국의 스위치백
과거 금강산선과 영동선 흥전 - 나한정 구간, 경부 남성현 - 삼성막구간 남아있던 영동선 흥전 - 나한정 구간이 2012년 6월 27일 솔안터널의 개통으로 폐선되어 대한민국에서는 스위치백 구간이 없는 상태다. 흥전 - 나한정에 있던 스위치백 구간에는 하이원추추파크가 건설되었으며, 해당 구간에 증기기관차 모양을 한 관광열차가 운행 중이다.
- 도계~나한정
- 나한정~흥전 
(스위치백)
- 흥전~심포리

## 해외의 스위치백

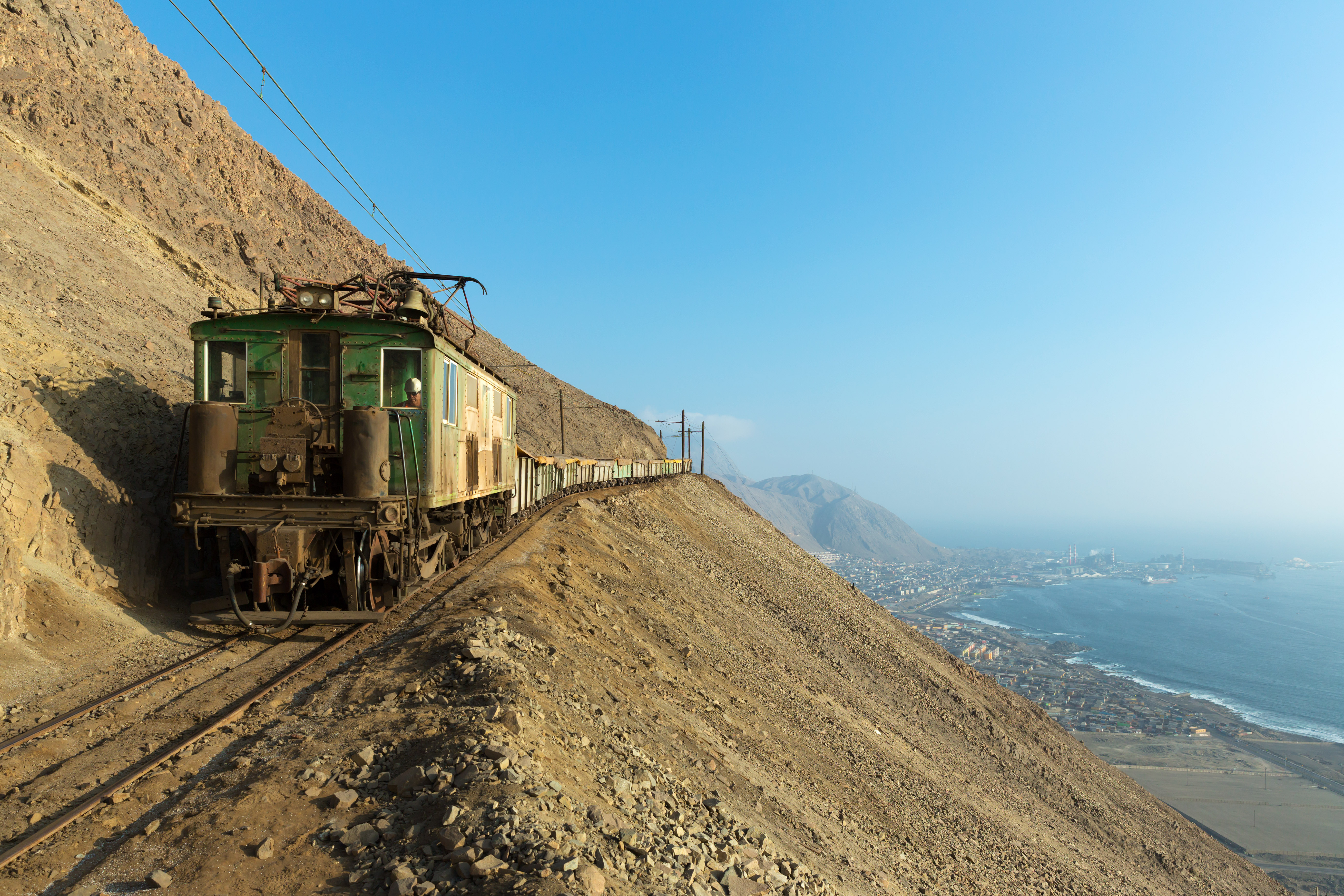
칠레의 스위치백 구간.

### 북한
- 백무선 유곡역 ~ 신양역

### 중국
- 경포선 청룡교역

### 대만
- 아리산 삼림철로

### 일본
- 하코네 등산 철도 철도선
- 히사쓰 선 마사키 역 ~ 오코바역
- 호히 본선 다테노 역 ~ 아카미즈역
- 과거 소토보 선의 지바역과 오아미역. 이들은 스위치백 형태의 승강장을 가지고 있었다.

## 문학 작품
- 《달이 내린 산기슭》 - 12화에 영동선 스위치백이 언급된다.

## 같이 보기
- 또아리굴
- 강삭철도